# Старча
Старча (пол. Starcza) — село в Польщі, у гміні Старча Ченстоховського повіту Сілезького воєводства.
Населення — 1256 осіб (2011).
У 1975-1998 роках село належало до Ченстоховського воєводства.

## Демографія
Демографічна структура станом на 31 березня 2011 року:
|          | Загалом | Допрацездатний вік | Працездатний вік | Постпрацездатний вік |
| -------- | ------- | ------------------ | ---------------- | -------------------- |
| Чоловіки | 620     | 125                | 431              | 64                   |
| Жінки    | 636     | 124                | 382              | 130                  |
| Разом    | 1256    | 249                | 813              | 194                  |